# Agrostis calderoniae
Agrostis calderoniae é uma espécie de gramínea do gênero Agrostis, pertencente à família Poaceae.